# 英国对曼哈顿计划的贡献

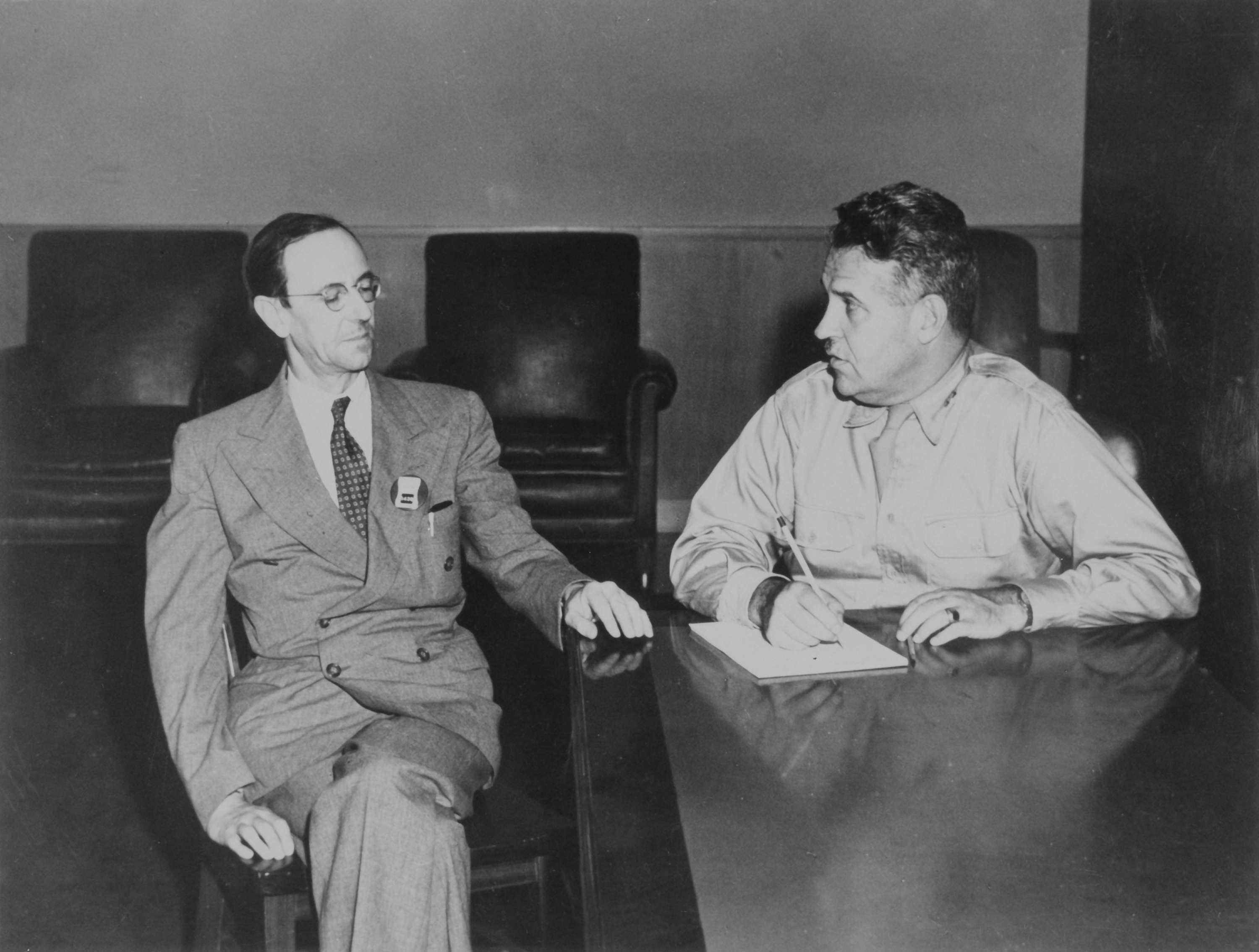
英方代表团首脑詹姆斯·查德威克（左）与“曼哈顿计划”负责人莱斯利·理查德·格罗夫斯少将商讨

英国对曼哈顿计划的贡献主要集中在第二次世界大战期间协助美国建造首批原子弹，为1945年8月达成目标提供至关重要的专业知识。发现鈾的核裂变反应后，伯明翰大学科学家魯道夫·佩爾斯和奥托·弗里施经计算在1940年3月确定纯鈾-235球体的臨界質量仅需一到十公斤，爆炸威力相当于数千吨炸药。《弗里施-佩尔斯备忘录》促使英国设立人称“合金管工程”的原子弹计划。在英国工作的澳大利亚物理学家马克·奥利芬特1941年亲自前往美国，对美国获知《穆德报告》结果作用举足轻重。英国的计划起初更加庞大和先进，但美国参战后的计划很快超越英方。英國政府于是决定搁置核野心，投入美方计划。
1943年8月，英国首相温斯顿·丘吉尔和美国总统富兰克林·德拉诺·罗斯福签署《魁北克协定》，拉开两国合作序幕。协定设立联合政策委员会与联合开发信托协调美、英、加拿大三方职能。1944年9月的《海德公园备忘录》又将合作时限延长到战后。以华莱士·艾克斯为首的英国代表团在纽约协助开发气体扩散技术，气体扩散过程所需的镍粉也由英国生产。另一代表团由伯克利辐射实验室副主任奥利芬特领头，协助同位素分离工序。英方代表团首脑詹姆斯·查德威克带领包括傑弗里·泰勒爵士、詹姆斯·塔克、尼尔斯·玻尔、佩尔斯、弗里施，以及事后证明是苏联原子间谍的克勞斯·富赫斯等多国顶尖科学家组团投身洛斯阿拉莫斯國家實驗室，英方有四人成为实验室领导人物。威廉·彭尼男爵曾观察长崎原子弹爆炸并参与1946年的“十字路口行动”核试验。
《1946年美国原子能法》为合作划上休止符，英国政府最后一名参与者欧内斯特·蒂特顿于1947年4月12日离开洛斯阿拉莫斯。英国此后自行开展核武计划“高爆研究”，于1952年10月成为第三个测试自主研发核武的国家。

## 源起

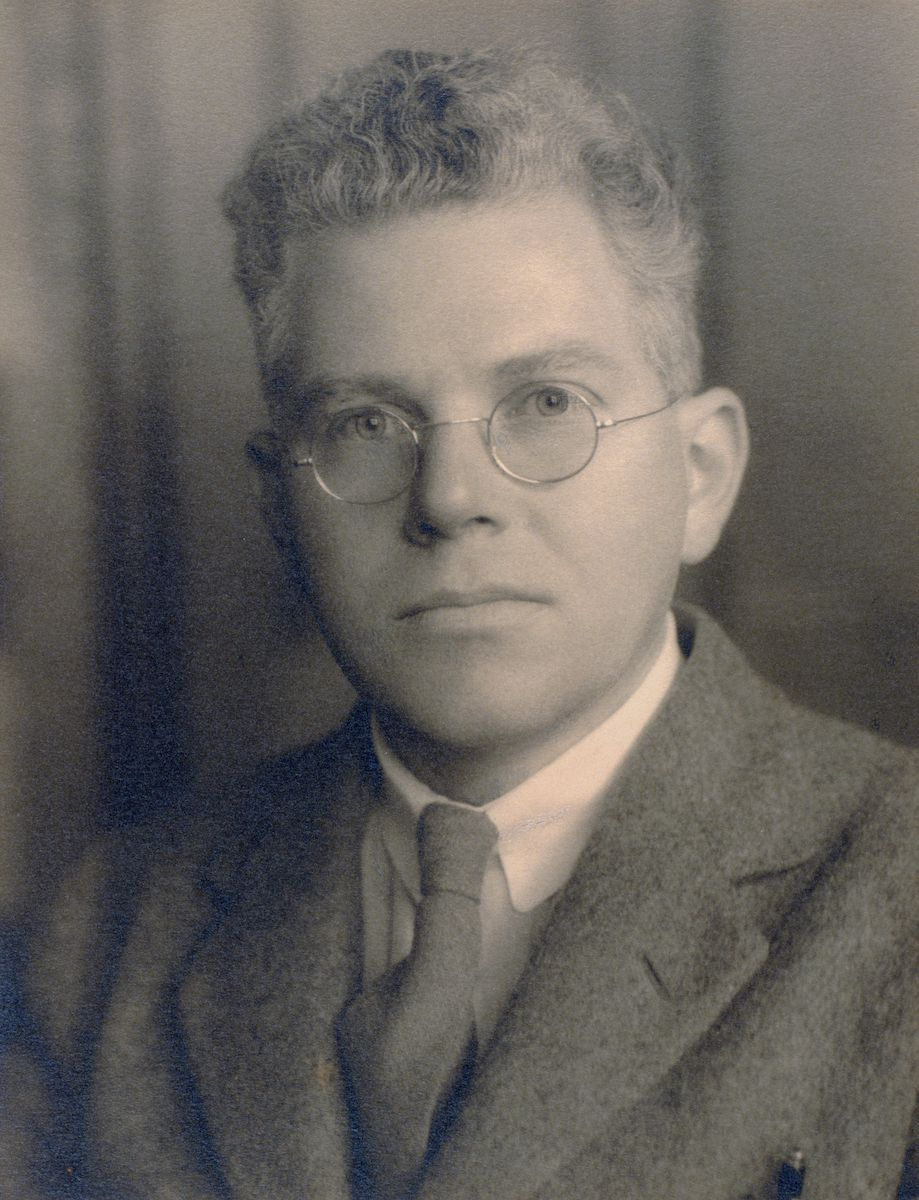
澳大利亚物理学家马克·奥利芬特在英美两国启动核武计划的过程中作用举足轻重

1938年，奥托·弗里施、弗里茨·施特拉斯曼、莉泽·迈特纳和奥托·哈恩发现鈾的核裂变，为研制极其强大的原子弹提供可能。納粹德國及其他法西斯国家的难民对德國核武器開發計畫特别震惊，其中身在美国的利奧·西拉德、尤金·维格纳和阿尔伯特·爱因斯坦致信美国总统富兰克林·德拉诺·罗斯福，警告德国计划的巨大威胁，罗斯福为此设立“铀顾问团”。英国诺贝尔物理学奖得主乔治·汤姆孙和威廉·劳伦斯·布拉格也对事态非常关注，帝国防御委员会秘书长黑斯廷斯·伊斯梅少将为此同亨利·蒂泽德爵士商议。蒂泽德与许多科学家一样认为原子弹不大可能面世，推算的成功几率只有十万比一。
虽然几率极小，但原子弹的威胁实在太大，不能不防。伦敦帝国学院的汤姆孙和伯明翰大学澳大利亚籍物理学家马克·奥利芬特受命开展一系列铀实验。1940年2月，汤姆孙的队伍仍未利用天然铀达成连锁反应，认为不值得再浪费时间。但奥利芬特的团队在伯明翰大学所得结论完全相反。奥利芬特把任务交给逃离德国的科学家魯道夫·佩爾斯和奥托·弗里施，“敌国人”的身份导致两人安全级别不足，无法参与该校雷达计划。两人经过计算认定，如果采用自然界中唯一发现相当储量的易裂变同位素鈾-235并提纯，金属球的臨界質量就不像所有人以为的那样需以吨计，只需一到十公斤就能产生数千吨炸药的威力。
奥利芬特将《弗里施-佩尔斯备忘录》转交蒂泽德，穆德委员会由此成立并进一步深挖。委员会指导开展深入研究，于1941年7月完成两份全方位报告，认定原子弹不但技术上可行，而且可以在战争结束前面世，甚至可能只需要两年时间。委员会虽然认为原子弹开发所需资源可能超过英国当时的能力，但还是一致建议作为紧迫事宜马上落实。英国为此启动“合金管工程”，樞密院議長约翰·安德森爵士负责，帝国化学工业的华莱士·艾克斯（Wallace Akers）任“合金管工程”总监。

## 早期英美合作
1940年7月，英国提议让美国参与核武研究，蒂泽德特派团的约翰·考克饶夫向美国科学家介绍英国开发情况。考克饶夫发现，美国的计划规模比英国小，进度更是远远不及。科学交流期间，英方将穆德委员会的发现转达美国，奥利芬特委员于1941年8月下旬亲赴大西洋彼岸，但却发现重要信息尚未传达给美国顶尖物理学家。他与“铀顾问团”会晤並造访加利福尼亚州伯克利，说服欧内斯特·劳伦斯在伯克利辐射实验室自行开始研究铀，劳伦斯接下来又说服詹姆斯·布莱恩特·科南特、阿瑟·康普顿和乔治·布拉克斯顿·佩格拉姆（George B. Pegram）加入。奥利芬特此行意义重大，美国物理学大腕终于意识到原子弹的潜在威力。1941年10月9日，美国科学研究与开发办公室主任万尼瓦尔·布什利用英国提供的数据在白宮会议上向总统罗斯福和副总统亨利·阿加德·华莱士汇报。

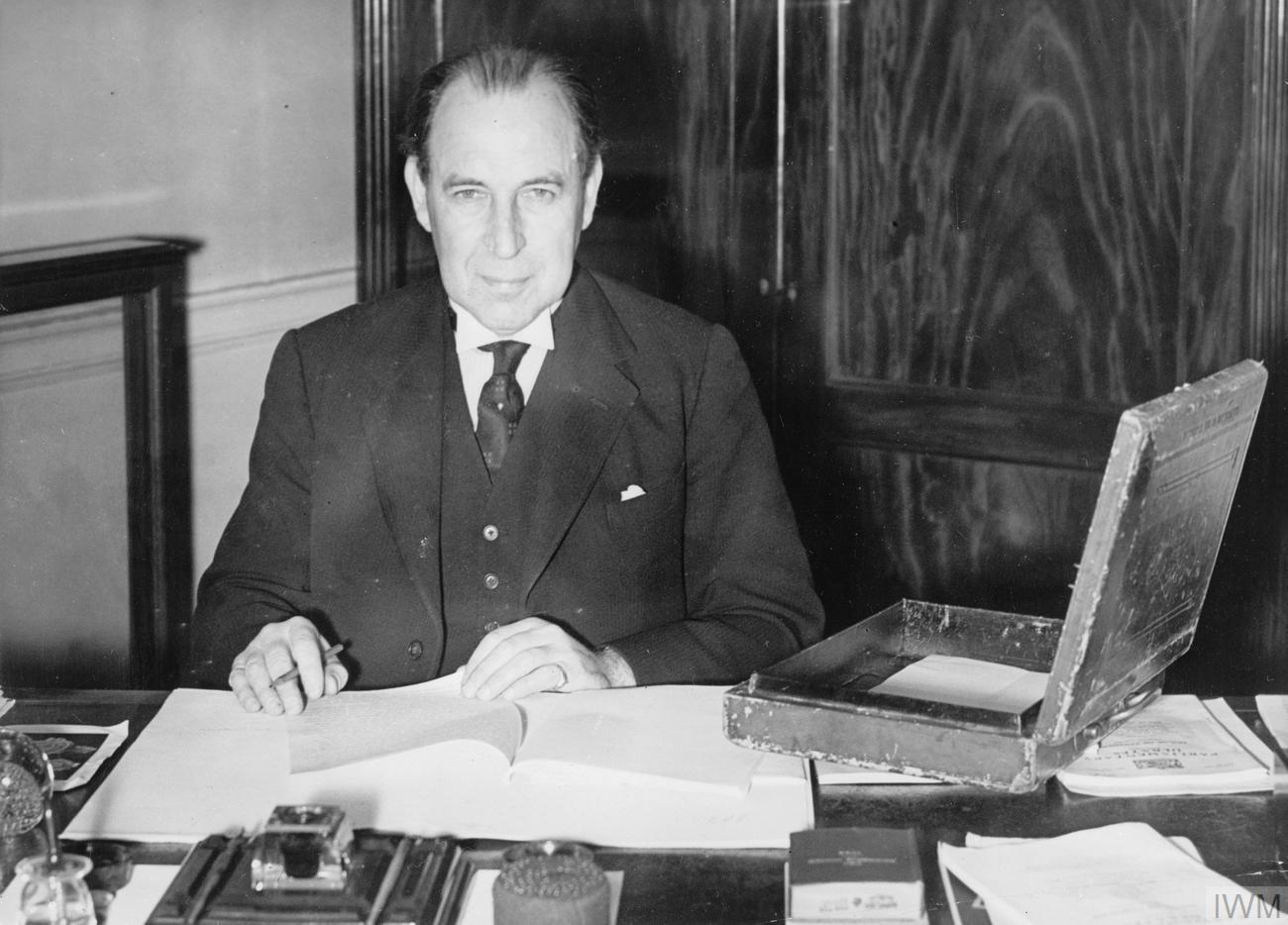
约翰·安德森爵士是“合金管工程”负责大臣

英美两国交换核信息，但没有合力开发。布什和科南特于1941年8月提议建立英美联合项目，但英国官员不置可否。同年11月，美国科学研究与开发办公室伦敦联络办主任弗雷德里克·霍夫德（Frederick L. Hovde）向安德森和彻韦尔勋爵提出合作和信息交流问题，但彻韦尔以美方安全保密问题为由反对。讽刺的是，事实表明此时恰恰是英国计划已遭苏联核间谍渗透。
“合金管工程”起步早且前景光明，但英国无论人力还是资源都远不及美国，美方计划很快反超。英国每年的研发开支约43万英镑，茂伟电机厂（Metropolitan-Vickers）正在修建价值15万英镑的濃縮鈾气体扩散设施；但“曼哈顿计划”的研发投入达875万英镑，已有的建设合同按战时四美元兑换一英镑的固定汇率换算价值也达一亿英镑。1942年7月30日，安德森告知英国首相温斯顿·丘吉尔：“我们必须直面事实……[我们的]科研……优势在缩水。要是不好好利用仅剩的这点优势的话，我们就要被迎头赶上了。现在加盟美国的话，我们还有拿得出手的成果，再晚点儿我们可就什么也贡献不出了”。
与1941年相比，两国处境此时已经逆转。美方怀疑英方是在争取战后商场上的优势地位，1942年9月23日接手“曼哈顿计划”的莱斯利·理查德·格罗夫斯准将决定收紧安全限制，仿照英国过去对雷达施行的权限分级隔离政策。美国高管认为，国家已经不再需要外界援手。战争部长亨利·刘易斯·史汀生觉得反正研发原子弹“九成工作量”都是美国完成，干脆就全部自行解决，不需要再分享任何不必要的资源。1942年12月，罗斯福同意限制战争期间英方能够获取的信息，哪怕这会减缓美方进展。英国还以颜色，不再向美方提供信息和科学家，美国于是全面中止信息共享。
英国考虑不靠美方帮助制造原子弹。据估算，战时英国能够动用的建设资金最高为五千万英镑，每天生产一公斤武器级铀的气体扩散厂研发成本就有三百万英镑；每天出产一公斤钚的核反应堆只能在加拿大建设，需时五年，耗资五百万英镑；核反应堆所需重水的生产设施耗资五百至一千万英镑；生产金属铀的设施又需要150万英镑。此外，项目还需要压倒一切的优先级别，估计需要两万职工，其中许多都必须拥有非常娴熟的技能，还需要五十万吨钢材和五十万千瓦电力。战争时期，其他项目的干扰不可避免，所以英国其本上不可能凭一己之力及时造出原子弹，影响欧洲战场结果。英国各方一致认为，自行投入研发和建设前有必要再度争取美方合作。

## 恢复合作

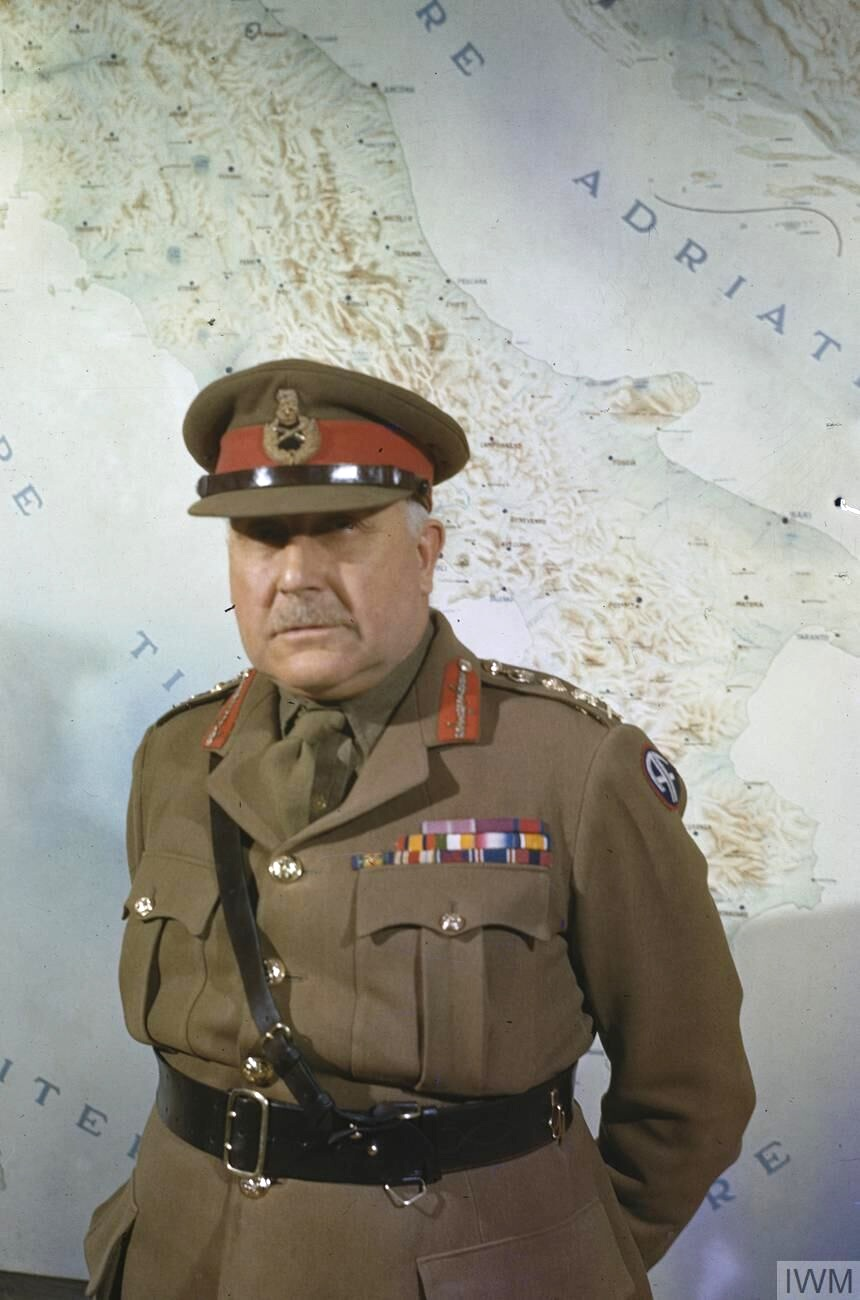
英国陆军元帅亨利·梅特兰·威尔逊爵士是联合政策委员会的英方代表

1943年3月，科南特已认定英方协助至少对“曼哈顿计划”部分领域有利，这其中又以发现中子的詹姆斯·查德威克及其他几位英国科学家贡献最大，值得向他们透露核武设计机密。布什、科南特和格罗夫斯希望查德威尔、佩尔斯和罗伯特·奥本海默探讨原子弹设计，凯洛格公司还希望在气体扩散装置设计上征求英国人的意见。
1943年5月25日，丘吉尔在华盛顿会议期间向罗斯福提议恢复合作，他以为罗斯福已经同意，但却一直没看到后续。布什、史汀生和威廉·邦迪（William Bundy）在伦敦唐寧街10號与丘吉尔、彻韦尔及安德森会晤，但他们都不知道罗斯福此时已经决定。同年7月20日，罗斯福指示布什“以包容的态度续约，与英国政府的‘合金管工程’全面交流”。
史汀生刚与英国探议是否入侵法国的各项事宜，不想摆出什么事情都不同意英方建议的嘴脸，言语中表示愿意和解，为战后两国良好关系打基础。丘吉尔否认对核技术的商业应用感兴趣。彻韦尔称，英方关注战后合作的主要原因与商业无关，而是英国想在战后拥有核武器。安德森接下来起草全面交换协议，丘吉尔再把其中遣辞造句改得“更加冠冕堂皇”。7月27日，罗斯福决策的消息传到伦敦，安德森带着协议草案赶赴华盛顿哥伦比亚特区。1943年8月19日，丘吉尔和罗斯福在魁北克会议上签署《魁北克协定》。
协定设立联合政策委员会（Combined Policy Committee）协调美、英、加拿大三方职能，美方委员包括史汀生、布什与科南特，英方包括陆军元帅约翰·迪尔爵士和约翰·杰斯廷·卢埃林上校，加拿大方委员是克拉伦斯·迪凯特·豪。1943年末，卢埃林返回英国，他在委员会的席位由罗纳德·伊恩·坎贝尔（Ronald Ian Campbell）爵士接手，1945年初再由英国驻美大使哈利法克斯勋爵取代。1944年11月，迪尔在哥伦比亚特区去世，他的英国联合参谋团（British Joint Staff Mission）团长和联合政策委员会席位均由陆军元帅亨利·梅特兰·威尔逊爵士接手。
艾克斯在《魁北克协定》签署前就向伦敦发电报，指示查德威克、佩尔斯、奥利芬特和弗朗西斯·西蒙立即动身赶赴北美。四人在8月19日协定签署当天抵达，但未能像期望的那样马上与美方科学家交流，美国官员直到两周后才获悉协议内容。此后两年，联合政策委员会一共只会晤八次。
1943年9月8日下午，联合政策委员会首次会晤，史汀生这天才得知自己是主席。会议建立威廉·斯泰尔少将领头的技术小组委员会，美方不希望帝国化学工业出身的艾克斯进入技术小组委员会，卢埃林提名查德威克，还打算让查德威克任“曼哈顿计划”英国代表团首脑。小组委员会其他委员包括格罗夫斯的科学顾问理查德·托勒曼，加拿大国家研究委员会主席杰克·麦肯齐。各方同意只要是全体一致决定，技术小组委员会可以直接行动，无需再与联合政策委员会讨论。小组委员会于9月10日首度会晤，但谈判一拖再拖。联合政策委员会于1943年12月批准提议，此时许多英国科学家已经开始参与美国“曼哈顿计划”。
“曼哈顿计划”的芝加哥大学冶金实验室和蒙特利尔实验室之间仍然存在合作问题。1944年2月17日，查德威克在联合政策委员会的会议上要求提供资源建立核反应堆，位置在如今的粉筆河實驗室。英国和加拿大同意支付项目成本，但重水需由美国提供。美国此时通过供应合同控制着北美大陆唯一的重水主要生产基地，位于不列颠哥伦比亚省特雷尔的特雷尔冶炼厂。查德威克的提议不大可能影响二战形势，科南特不置可否，但重水反应堆引起众人极大兴趣。格罗夫斯愿意支持提议并提供所需重水，但也提出一定限制条件。蒙特利尔实验室获许取得阿贡国家实验室研究反应堆和橡树岭X-10石墨反应堆的数据，但不能访问漢福德區的生产反应堆数据，也不会获得任何涉及钚的信息。1944年9月19日，联合政策委员会再度会晤并正式批准上述安排。1945年9月5日，加拿大零能量重水试验反应堆达到臨界。
查德威克支持英国全力投入“曼哈顿计划”，放弃战争期间实行任何自主计划的幻想。凭借丘吉尔的支持，他努力落实格罗夫斯提出的所有协助要求。战争接近尾声，科研步伐暂时放缓，但科学家的任务仍然很重，于是安德森、彻韦尔和英国科学和工业研究部（负责“合金管工程”）常務次官爱德华·阿普尔顿爵士安排科学家中止战时项目参与，全身心投入“曼哈顿计划”。
1944年9月的《海德公园备忘录》（Hyde Park Aide-Mémoire）把商业和军事合作时限延长到战后，《魁北克协定》明确规定，未经两国同意，不得对其他国家使用核武器。1945年7月4日，威尔逊同意使用核武器攻击日本，并计入联合政策委员会决策。

## 气体扩散项目
“合金管工程”在气体扩散技术领域进步最大，查德威克原本希望试验工厂至少能建在英国。气体扩散技术是1940年在克拉伦登实验室（Clarendon Laboratory）面世，负责设计的四名科学家均来自不同国家，分别是英国的西蒙、匈牙利的库尔蒂·米克洛什（Kürti Miklós）、德国的海因里希·格哈德·库恩（Heinrich Gerhard Kuhn），以及美国的亨利·阿姆斯（Henry Arms）。气体扩散原型设备包括两台双阶段模型和两台十阶段模型，由茂伟电机厂制作，总成本15万英镑，之后还增加两台单阶段机器。受交期延误影响，单阶段机器的实验直到1943年6月才开始，双阶段机器同年八月开始。两台十阶段机器分别在这年八月和11月交付，但此时原本的研究计划已经被其他事项取代。

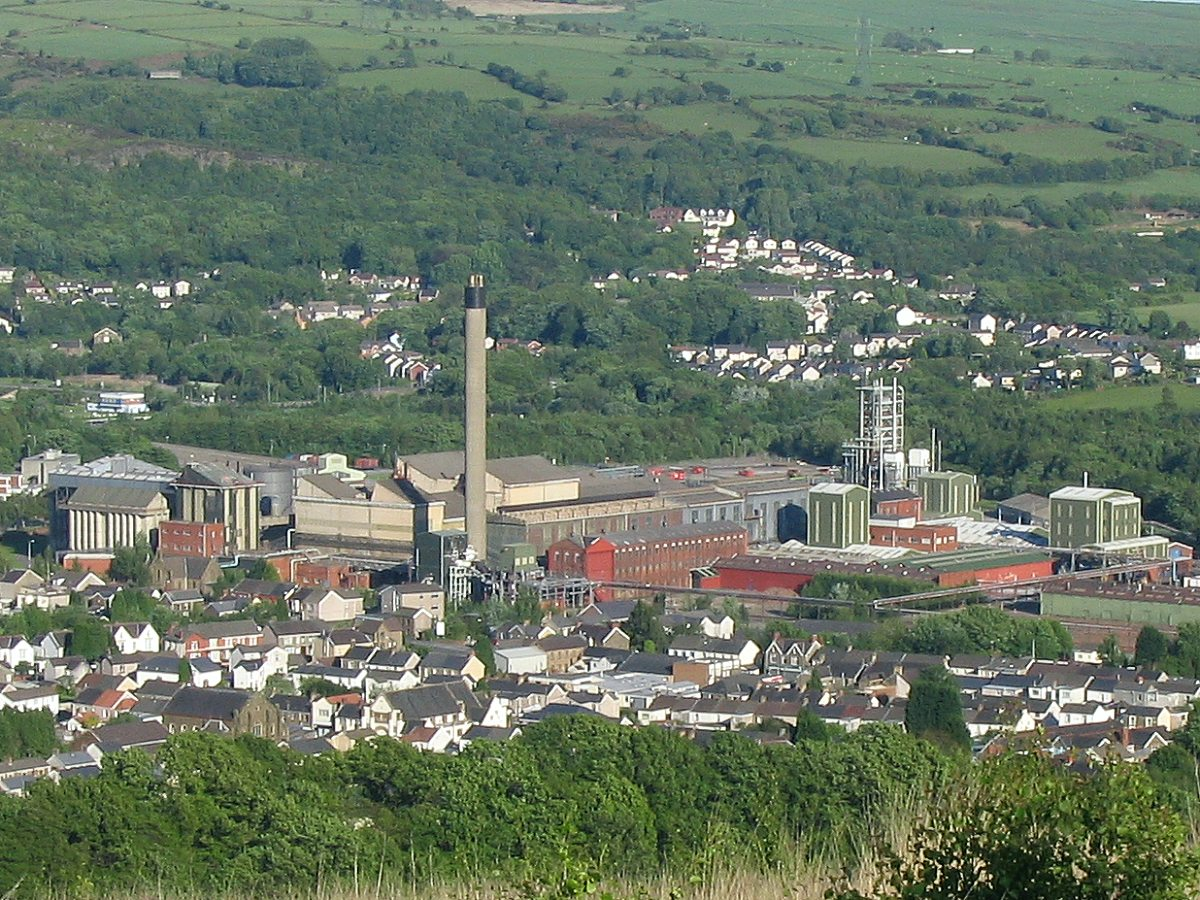
根据“反向租借法案”向“曼哈顿计划”提供镍粉的威尔士斯旺西克莱达克镍精炼厂

美国气体扩散厂联合碳化物的设计、建造和运营由凯洛格公司主持，“曼哈顿计划”负责流程研发的中心机构、哈羅德·尤里的哥伦比亚大学替代合金材料实验室也由该司运作，《魁北克协定》授权西蒙和佩尔斯与凯洛格公司代表会晤。中断一年合作令“曼哈顿计划”损失惨重，企业运作有严格的时间表，但工程师无法落实英国人离开前提出的重大变更，也不可能另建气体扩散厂。不过，美方仍然对英方求贤若渴，格罗夫斯要求英方派代表团协助气体扩散项目。西蒙和佩尔斯在此期间与凯洛格公司保持紧密合作。
艾克斯与15名英国专家组成的代表团于1943年12月抵达，此时正是关键时刻。美国化学家爱德华·阿德勒（Edward Adler）和英国室内设计师爱德华·诺里斯（Edward Norris）在替代合金材料实验室率先提出镍粉和电沉积镍网扩散阻挡层，但“阿德勒-诺里斯阻挡层”已经遇到严重问题，必须决定是继续坚持还是改用凯洛格公司根据英国技术开发的镍粉阻挡层。此时两种方案都在开发，替代合金材料实验室有七百人研究气体扩散，凯洛格公司则有约九百人。英方专家经过全面检视认定凯洛格公司的阻挡层性能更佳，但不大可能及时做好准备。该司技术总监珀西瓦尔·基思（Percival C. Keith）显然非常有信心，坚称公司可以及时完成阻挡层，而且生产速度比“阿德勒-诺里斯阻挡层”更快。听取英国专家意见后，格罗夫斯还是在1944年1月5日正式采用凯洛格公司的阻挡层。
美国陆军负责保质保量提供所需镍粉，英国对此有能力协助。该国仅有的镍粉生产企业是威尔士斯旺西克莱达克（Clydach）蒙特镍精炼厂。截至1945年6月末，该厂共向“曼哈顿计划”提供五千吨镍粉，根据“反向租借法案”由英国政府买单。
美国计划在1945年6月或7月前实现K-25工厂满负荷生产，英国专家当年为几台原型机就花掉两年时间，觉得美国人海口也不是这么夸的，除非出现奇迹，否则这样的目标在1946年都不大可能实现。如此态度令美方同僚不快，合作热情受阻，英方代表团于1944年1月回国。查德威克与奥利芬特以英国代表团报告为依据，说服格罗夫斯降低-25工厂的浓缩铀浓度目标，将产品再经过电磁厂处理就能获得武器级浓缩铀。虽然英方人士觉得不可能，但1945年6月K-25工厂已开始生产浓缩铀。
其他人员回国后，佩尔斯、库尔蒂和富赫斯继续在纽约与凯洛格公司合作。托尼·斯凯姆和弗兰克·基顿（Frank Kearton）1944年3月抵达后加入，库尔蒂1944年4月返回英格兰，基顿同年九月回国。1944年2月，佩尔斯转战洛斯阿拉莫斯国家实验室，斯凯姆和富赫斯分别在七月和八月前往。

## 电磁项目
1943年5月26日，奥利芬特致信阿普尔顿，自称一直在考虑电磁同位素分离遇到的问题，现在终于设计出比劳伦斯更好的办法，效率能提高五到十倍，更适合在英国落实。艾克斯、查德威克、佩尔斯和西蒙审阅后认为方案靠谱。英国大部分科学家赞成气体扩散法，但最后的浓缩阶段仍然可能采用电磁分离，可以把气体扩散浓缩到五成的铀进一步提炼成纯铀-235。奥利芬特为此调离雷达项目，在伯明翰大学实验他的新方法，攻关“合金管工程”。
1943年9月18日，奥利芬特在哥伦比亚特区与格罗夫斯和奥本海默面谈，两人劝奥利芬特加入洛斯阿拉莫斯国家实验室，但他觉得此时协助劳伦斯的电磁项目作用更大。技术小组委员会为此指示奥利芬特带六名助手前往伯克利，以后再去洛斯阿拉莫斯。奥利芬特发现劳伦斯的设计截然不同而且已经冻结，劳伦斯早在1942年就明确表示想同奥利芬特合作电磁项目，此时更是热切期望后者协助。奥利芬特请来多人助力，如澳大利亚同胞、曾为海军部研发磁性水雷的物理学家哈里·梅西，还有曾与奥利芬特在多腔磁控管项目合作的詹姆斯·塞耶斯和斯坦利·杜克。四人于1943年11月乘B-24轟炸機前往伯克利。奥利芬特发现伯克利缺乏关键技术人员，特别是物理学家、化学家和工程师，于是又说服科学与工业顾问委员会主席戴维·里维特（David Rivett）爵士，主席同意埃里克·布尔霍普（Eric Burhop）参与电磁项目人员需求满足后，伯克利的英国代表团已增至35人，其中罗宾·威廉姆斯（Robin Williams）和乔治·佩奇（Geogre Page）来自新西兰。
电磁项目多个关键位置由英国代表团成员负责。奥利芬特是劳伦斯事实上的副手，劳伦斯不在时伯克利辐射实验室就由他负责。奥利芬特全身心投入电磁项目，热心程度只有劳伦斯平分秋色，除科学问题外，他还积极参与是否扩建电磁厂这样的政策议题，但建议未获采纳。英国化学家贡献显著，特别是哈里·朱利叶斯·埃梅勒斯和菲利普·巴克斯特。巴克斯特曾是帝国化学工业的研究经理，1944年应铀化学援助要求赴橡树岭参加“曼哈顿计划”的克林顿工程师工程，成为总经理的个人助理。虽然巴克斯特曾在帝国化学工业任职，但格罗夫斯毫不在意，英国代表团可以全面获取伯克利实验室及橡树岭Y12电磁分离装置的信息。部分英方人员只在伯克利或橡树岭停留数周，但大部分都工作至战争结束。奥利芬特1945年3月回国，梅西接掌驻伯克利英方代表团。

## 洛斯阿拉莫斯实验室

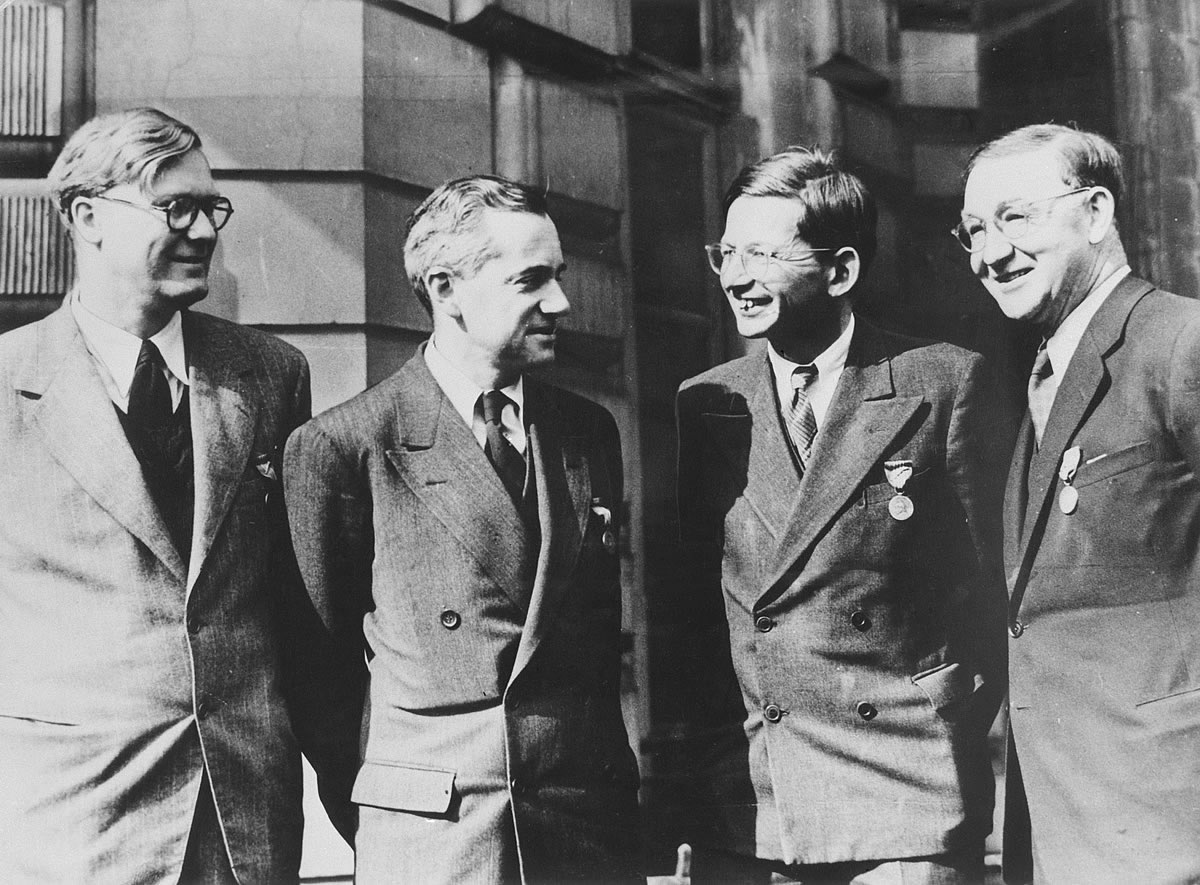
威廉·彭尼、奥托·弗里施、魯道夫·佩爾斯和约翰·考克饶夫获颁“自由勋章”，表彰他们对“曼哈顿计划”的贡献

1943年9月恢复合作后，格罗夫斯和奥本海默将洛斯阿拉莫斯实验室所在告知查德威克、佩尔斯和奥利芬特。奥本海默希望三人尽快赶赴洛斯阿拉莫斯，但最终的决定是奥利芬特去伯克利参与电磁项目，佩尔斯到纽约为气体扩散出力。协助洛斯阿拉莫斯实验室的任务因此落在查德威克肩头。格罗夫斯赞成的原有设想是多名英国科学家合作，由查德威克领头并分配任务。但这种方案很快放弃，改为确保英方代表团全面融入实验室。除钚化学和冶金项目不能参与外，其他进程都有英国科学家的身影。
奥托·弗里施、欧内斯特·蒂特顿和夫人佩吉于1943年12月13日率先抵达洛斯阿拉莫斯，弗里施在此继续研究临界质量，欧内斯特·蒂特顿为此开发用于高压发生器、X射线发生器、计时器和点火电路的电子电路。佩吉·蒂特顿（Peggy Titterton）是训练有素的物理与冶金实验室助理，为极少有女子承担技术工作的洛斯阿拉莫斯增添亮色。查德威克于1944年1月12日抵达，但几个月后就返回哥伦比亚特区。
奥本海默任命汉斯·贝特执掌实验室极富盛名的理论部，该部正带领小组负责调查“泰勒-乌拉姆构型”的愛德華·泰勒对此非常不满，泰勒等人后来并入恩里科·费米负责的部门。奥本海默致信格罗夫斯，要求派佩尔斯接替泰勒在理论部的职务。佩尔斯于1944年2月8日从纽约赶到实验室，随后接替查德威克执掌英国驻洛斯阿拉莫斯代表团。埃贡·布雷切尔（Egon Bretscher）和安东尼·弗伦奇都曾在泰勒手下小组工作，据弗伦奇回忆，在洛斯阿拉莫斯工作期间，他始终没有接触任何与核裂变武器有关的工作。英国代表团四名成员成为研究组领导人，分别是布雷切尔（超级实验）、弗里施（关键组件与核规范）、佩尔斯（内爆流体动力学）和乔治·普拉切克（George Placzek，复合武器）。
尼尔斯·玻尔的儿子奥格·玻尔也是物理学家，两人于12月30日抵达，此后还多次以顾问身份回访，奥格经常充当父亲的助手。玻尔一家从德国占领的丹麦逃到瑞典，后搭乘蚊式轟炸機抵达英格兰，尼尔斯随即投身“合金管工程”。到访美国橡树岭和洛斯阿拉莫斯期间，他遇到许多昔日学子。玻尔对年轻一代科学家不吝批评，还热心推动他们的研究，是众人的楷模。他抵达美国时，“曼哈顿计划”正逢关键时刻，许多核裂变研究和实验都是在他推动下开展。玻尔对铀包覆填塞物的开发、以及中子发生器（Modulated neutron initiator）的设计和应用作用很大。只要他在场，众人的工作热情就特别高涨，实验室管理及同陆军的关系都在他影响下改善。
核物理学家了解裂变，但不懂常规爆炸流体动力学，所以团体中有两人专门负责该领域且贡献很大。第一位是詹姆斯·塔克（James L. Tuck），专长反坦克穿甲弹使用的成形裝藥，协助洛斯阿拉莫斯实验室科学家解决钚弹的内爆构想问题。塔克于1944年4月前往洛斯阿拉莫斯，把当时尚显激进的爆炸透镜理念在核武上付诸实践。他与塞斯·內德梅耶密切合作，为核弹设计“顽童”（Urchin）引爆器，这对成功研发钚核武至关重要：意大利裔美国科学家布鲁诺·罗西事后表示，没有塔克的贡献，钚弹不可能在1945年8月引爆。另一人是傑弗里·泰勒爵士，比塔克晚到一个月，同样是爆炸流体动力学的重要顾问。洛斯阿拉莫斯一直热切期盼泰勒到来，查德威克甚至告知伦敦：“只要不是绑架，什么手段都行。”泰勒到达后对“瑞利－泰勒不穩定性”提出重要见解。实验室急需了解爆炸物的科学家，查德威克于是向海军部要来威廉·彭尼（William Penney），从道路研究实验室（Road Research Laboratory）调来威廉·马利（William Marley）。佩尔斯和富赫斯在爆炸透镜流体动力学方向合作，贝特认为富赫斯是理论部“不可多得的人才，是非常优秀的理论物理学家”。

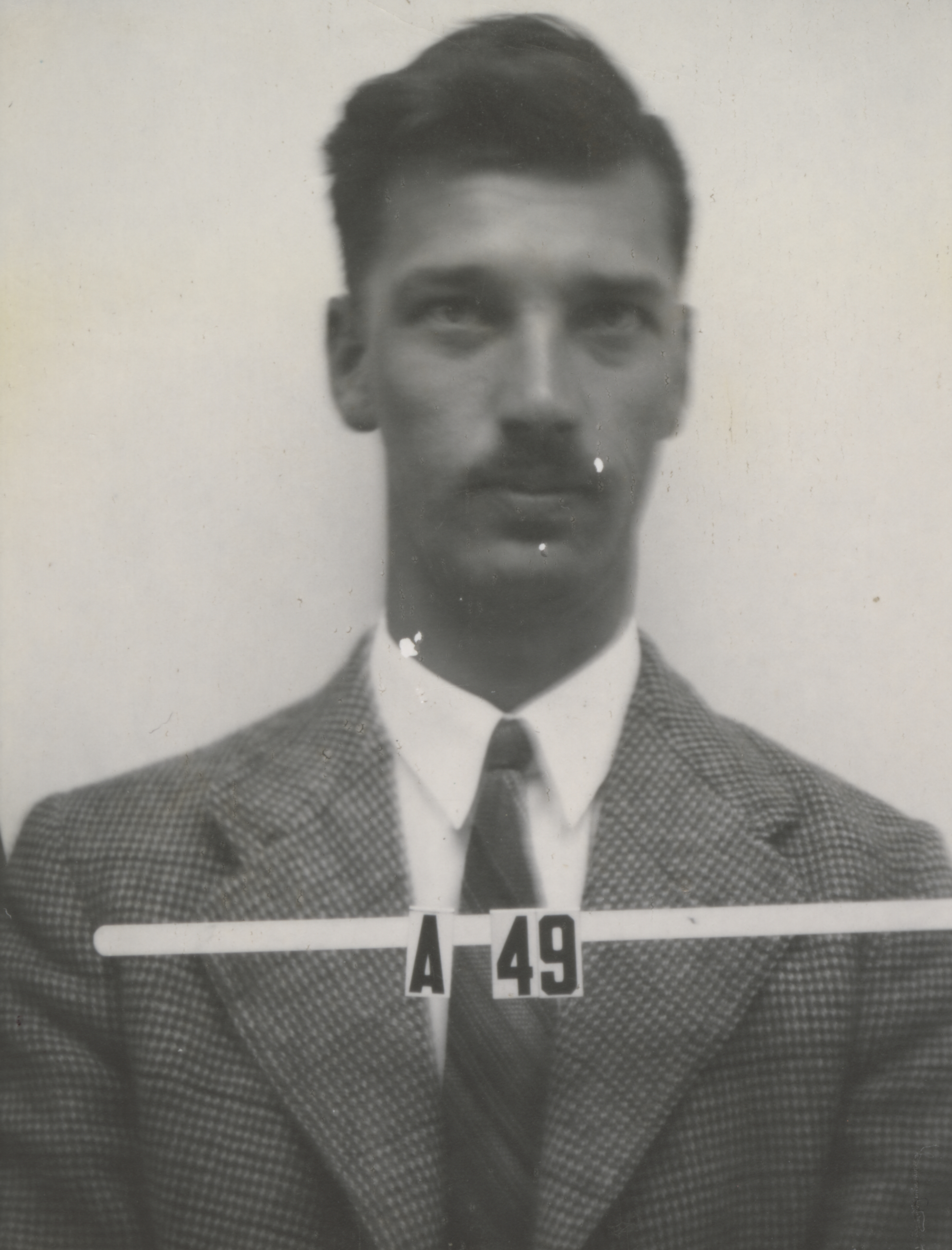
詹姆斯·塔克进出洛斯阿拉莫斯实验室的证件照片

威廉·彭尼致力于评估核爆影响，他撰写论文说明轰炸德国和日本时核弹在何等高度引爆威力最大。格罗夫斯组建目标委员会挑选原子弹轰炸的目标城市时，彭尼便是其中一员，他还是天宁岛艾伯塔计划（Project Alberta）的特别顾问。长崎原子弹爆炸时，彭尼与威尔逊所派英方代表、伦纳德·切希尔（Leonard Cheshire）空军上校一起在“大吵大闹号”（Big Stink）观察机上观测。战争结束后，他还加入“曼哈顿计划”科学使团赴广岛和长崎评估原子弹破坏程度。

贝特一度表示：
对于二战期间洛斯阿拉莫斯计划理论部的工作而言，英国代表团的合作无疑非常必要……如果没有他们的合作，很难说结果会变成什么样儿。但至少可以肯定，没有英国代表团，理论部的工作会非常困难，效率大幅降低，而且我们最后完成武器的威力都可能显著降低。
1945年12月，英方人士开始回国，佩尔斯在1946年初打包。经接替奥本海默实验室主任职务的诺里斯·布拉德伯里要求，富赫斯在美国工作到1946年6月15日。八名英国科学家参与太平洋比基尼环礁的“十字路口行动”核试验，其中三人在洛斯阿拉莫斯工作，五人从英国赶来。美国制订人称《麦克马洪法》（McMahon Act）的《1946年美国原子能法》（Atomic Energy Act of 1946）后，所有英国政府雇员都必须走人，欧内斯特·蒂特顿特许停留至1947年4月12日，他的回国标志着英国彻底退出“曼哈顿计划”。卡森·马克（Carson Mark）是加拿大政府雇员，所以继续在洛斯阿拉莫斯工作，1947年开始主管理论部直至1973年退休，他还在50年代成为美国公民。

## 耗材供应

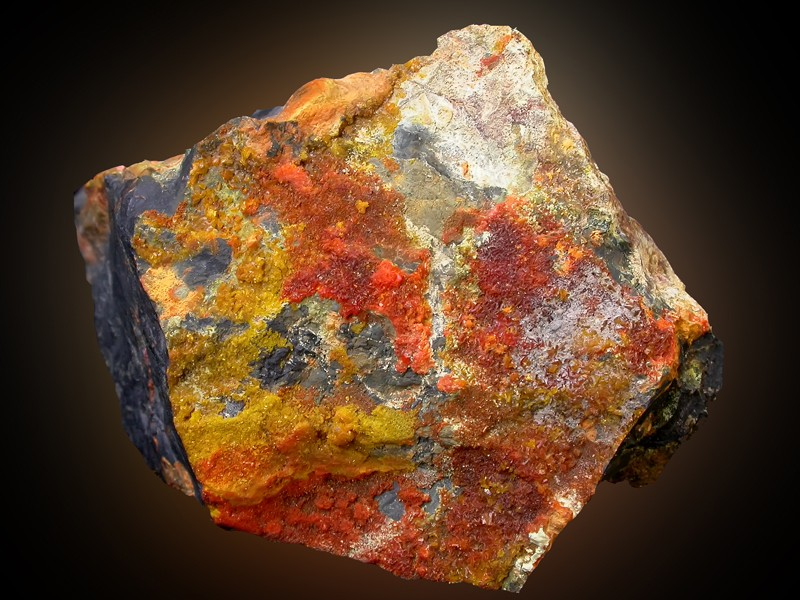
刚果欣科洛布韦出产的铀矿石

1944年2月17日，联合政策委员会提议建立联合开发信托（Combined Development Trust）。6月13日，丘吉尔和罗斯福签署信托声明。9月19日，联合政策委员会开会批准信托人，其中美方信托人是格罗夫斯、地质学家查尔斯·里斯（Charles K. Leith），银行家乔治·哈里森（George L. Harrison），格罗夫斯兼任主席。英方代表是英国驻哥伦比亚特区原材料代表团首脑查尔斯·汉布罗爵士，英国财政部常务次官弗兰克·李（Frank Lee）。加拿大代表是加拿大联合资源委员会（Canadian Combined Resources Board）成员、政府副部长乔治·贝特曼（George C. Bateman）。三国各有负责原材料资源的工作人员，联合开发信托是为协调三方而建。
联合开发信托的任务是购买或控制“曼哈顿计划”所需矿产资源，同时避免三国竞争。英国战争期间对铀矿石基本不感冒，但非常希望确保战争结束并重启自家核项目后供应充足。美国一家提供半数资金，另一半由英国和加拿大合资。美国财政部长小亨利·摩根索先行向格罗夫斯转账1250万美元，而且这笔钱不受常规监督或会计审计。格罗夫斯1947年末辞职时已将3750万美元存入美国信孚银行（Bankers Trust），有需要时就用他控制的这个账号付款。
比屬剛果欣科洛布韦（Shinkolobwe）拥有世界上最富足的铀矿资源，但因发生洪灾关闭，英国在重启该矿的谈判中发挥主导作用。欣科洛布韦铀矿是上加丹加省矿业联盟（Union Minière du Haut-Katanga）资产，英国资本掌控该司三成股份。1944年5月，约翰·安德森爵士、约翰·怀南特大使与公司总裁埃德加·森吉尔（Edgar Sengier）和比利时政府敲定协议，恢复该矿开采后以每磅1.45美元的价格一次购买1720吨。联合开发信托还与瑞典企业商谈矿石购买协议。1943年8月，奥利芬特联络澳大利亚驻伦敦高级专员斯坦利·布鲁斯爵士，探讨澳大利亚铀供应事宜；1944年5月澳大利亞總理約翰·柯廷访问英国期间，安德森直接向他申请在澳大利亚部分可能有铀矿的地点勘探。除铀外，联合开发信托还确保巴西、荷屬東印度、瑞典和葡萄牙的钍供应。此时铀还是非常稀有的矿藏，相比之下钍储量更高，能经辐射产生另一种适合制造原子弹的铀同位素铀-233，所以有望作为铀矿的替代品。

## 情报
1943年12月，格罗夫斯派罗伯特·福曼（Robert R. Furman）到英国设立“曼哈顿计划”伦敦联络处，与英国政府协调科学情报。格罗夫斯安排“曼哈顿计划”安保活动负责人霍勒斯·卡尔维特（Horace K. Calvert）任助理军事武官，实际执掌伦敦联络处，与秘密情報局挪威分部主管埃里克·威尔士海軍少校和“合金管工程”的迈克尔·佩林合作。1944年11月，格罗夫斯与安德森组建英美情报委员会，成员包括佩林、威尔士、卡尔维特、福曼和雷金纳德·维克多·琼斯（Reginald Victor Jones）。
1944年4月4日，“阿尔索斯任务”在格罗夫斯与福曼的敦促下启动，鲍里斯·帕什中校负责，目的是取得德国核能项目情报。情报领域经验更丰富的英国曾考虑自立项目与美方行动竞争，但最终同意参与“阿尔索斯任务”并以美方为主导。1945年6月，威尔士汇报“阿尔索斯任务”抓获的德国核物理学家可能会遭美国人处决，琼斯于是把这帮人转移到亨廷登郡用于秘密情报局和英国特别行动执行处训练的乡间别墅，里面装有窃听设备录下科学家的话语。

## 成果和后续

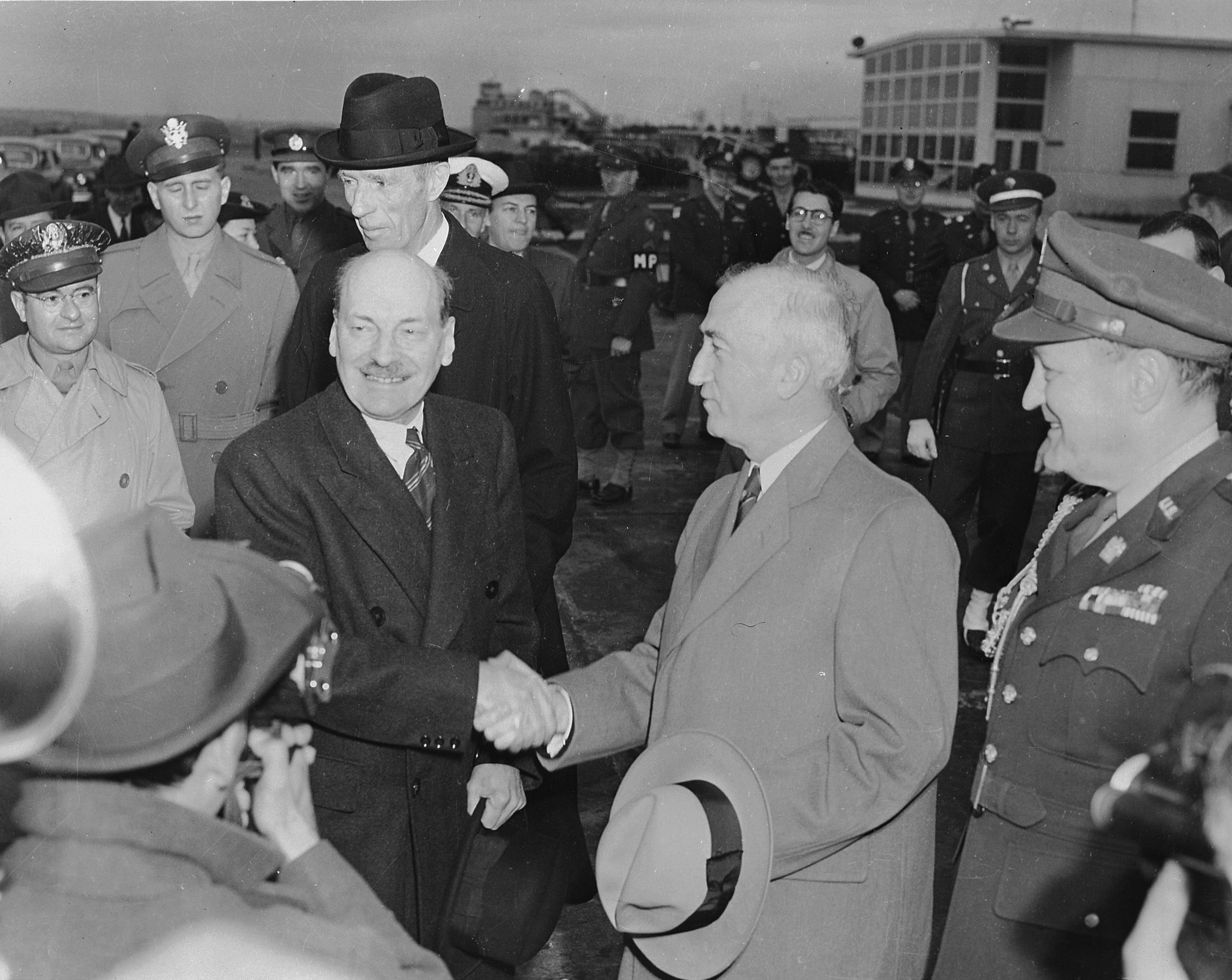
1945年11月10日，克莱门特·艾德礼首相与美国国务卿詹姆斯·弗朗西斯·伯恩斯握手

格罗夫斯赞赏英国早期的原子能研究，感谢英国科学家对“曼哈顿计划”的贡献，但也称没有他们，美国同样能达成目标。在他看来，英方协助很有帮助，但还不到至关重要的程度，不过他认为，没有英国的贡献，估计“不会有原子弹投到广岛”。格罗夫斯认为英方主要贡献在于跨政府级别的鼓励和支持、科学援助、威尔士提供的镍粉，以及初步研究和实验室作业。
合作在战后不久划上休止符。1945年4月12日罗斯福去世后，《海德公园备忘录》对后来的联邦政府无效。，就连这份文件都不知所踪。1945年6月，威尔逊在联合政策委员会的会议上指出，文件的美方副本已经丢失。同年7月18日，英方将文件影印本发给史汀生。但格罗夫斯此时仍然怀疑文件是否真实，直到多年后美方副本在威尔逊·布朗海军中将的文件中出现时止。布朗是罗斯福的海军助理，显然当年有人在归档文件时不知道“合金管工程”是什么玩意儿，以为和某种舰炮有关。
哈里·S·杜鲁门在罗斯福去世后继任总统职位，克莱门特·艾德礼在1945年7月成为丘吉尔后的新首相，安德森与美国国务卿詹姆斯·弗朗西斯·伯恩斯在波托马克河上的游船会晤，同样修订《魁北克协定》。1945年11月15日，格罗夫斯、罗伯特·P·帕特森和乔治·哈里森与安德森、亨利·梅特兰·威尔逊、馬爾科姆·麥克唐納、罗杰·马金斯（Roger Makins）和丹尼斯·里基特（Denis Rickett）组成的英国代表团会晤起草公报。双方同意保留联合政策委员会和联合开发信托，取消《魁北克协定》中先经两国同意才能对他国使用核武器的规定，改为“事先协商”。公报宣告两国会“在核能领域充分而有效地合作”，但格罗夫斯和安德森签署、篇幅更长的意向备忘录上只有“基础科学研究领域”。帕特森将公报带到白宫，杜鲁门和艾德礼后于1945年11月16日签字。

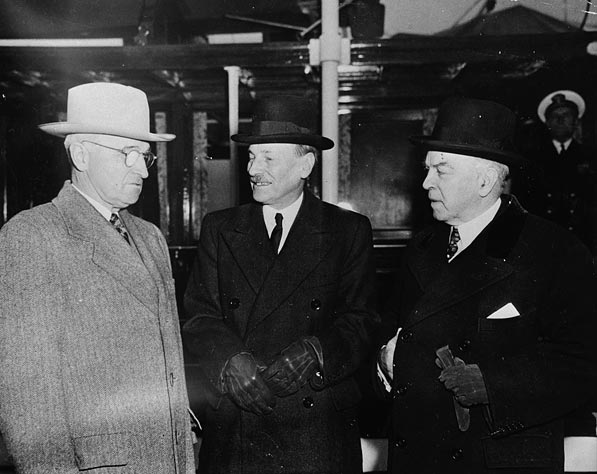
1945年11月，哈里·S·杜鲁门总统、克莱门特·艾德礼首相和麦肯齐·金总理登上“红杉号”总统游艇探讨核武问题

联合政策委员会在1946年4月15日开会，但没有达成合作协议，只促使两国首脑互发电报。杜鲁门4月20日的电报称，虽然他之前签署公报，但这不等于承诺美国有协助英国设计、建造并运作原子能工厂的义务。艾德礼于同年6月6日回电，直截了当地表明对这种外交辞令细微差异不满。问题不仅在于迅速消失的技术合作机遇，还在于铀矿石的分配。二战期间英国根本不需要铀矿石，所以不存在分配问题，“阿尔索斯任务”从刚果取得的所有矿石都归美国所有，但启动自家原子能计划的英国现在同样需要。查德威克和格罗夫斯达成协议，两国平分矿石。
杜鲁门于1946年8月1日签署《麦克马洪法》，1947年1月1日正式生效。该法禁止把“限制数据”传递给美国的盟友，为两国技术合作划上句点。留在美国的英国科学家从此不能再查看文件，哪怕其中有些是他们几天前亲自编写。《魅北克协定》的条款仍然保密，但资深国会议员得知英国此前居然对美国使用核武拥有否决权时大惊失色。《麦克马洪法》激起英方科学家和官员不满，直接促使英国1947年1月决定自行开发核武。1948年1月，布什、詹姆斯·菲斯克（James Fisk）、考克饶夫和麦肯齐达成权宜之下的妥协，同意美、英、加三国间有限共享技术信息。
冷战拉开帷幕后，美国对与英国结盟的热情也很快降温。1949年9月的民意调查表明，七成二的美国人认为美国不应该“向英格兰分享我们的原子能机密”。1950年，富赫斯证实是苏联原子间谍，令投身洛斯阿拉莫斯的英国代表团声誉大损，两国关系同样受损，成为伯克·希肯卢珀（Bourke B. Hickenlooper）参议员等反对合作国会人士的有力武器。
英国战后启动的自主核武项目代号“高爆研究”（High Explosive Research），二战期间该国科学家参与“曼哈顿计划”积累的大量专业知识对项目成功至关重要，只是在钚冶金领域仍有很大差距。英国独立核威慑力量的发展促使美国在1958年修订《麦克马洪法》，并于同年签署《美英共同防御协定》，恢复两国在核能领域的特殊合作关系。

## 脚注
1. ↑  Szasz（1992年），第1–2页
2. ↑  Gowing（1964年），第23–29页
3. ↑  Szasz（1992年），第2–3页
4. ↑  Gowing（1964年），第34–35页
5. ↑  Gowing（1964年），第37–39页
6. ↑  Szasz（1992年），第3–5页
7. ↑  Gowing（1964年），第39–41页
8. ↑  Peierls & Frisch（1940年）
9. ↑  Bernstein（2011年），第440–446页
10. ↑  Hewlett & Anderson（1962年），第39–40页
11. 1 2  Phelps（2010年），第282–283页
12. ↑  Hewlett & Anderson（1962年），第42页
13. ↑  Gowing（1964年），第108–111页
14. ↑  Phelps（2010年），第126–128页
15. ↑  Rhodes（1986年），第372–374页
16. ↑  Hewlett & Anderson（1962年），第43–44页
17. ↑  Hewlett & Anderson（1962年），第45–46页
18. ↑  Bernstein（1976年），第206–207页
19. ↑  Paul（2000年），第26页
20. ↑  Bernstein（1976年），第206–208页
21. 1 2  Gowing（1964年），第162页
22. 1 2  Bernstein（1976年），第208页
23. ↑  Bernstein（1976年），第209页
24. ↑  Groves（1962年），第23页
25. ↑  Gowing（1964年），第150–151页
26. 1 2  Bernstein（1976年），第210页
27. ↑  Bernstein（1976年），第212页
28. ↑  Gowing（1964年），第162–165页
29. ↑  Bernstein（1976年），第213页
30. ↑  Gowing（1964年），第157页
31. 1 2  Hewlett & Anderson（1962年），第275–276页
32. ↑  Hewlett & Anderson（1962年），第274页
33. ↑  Farmelo（2013年），第229页
34. ↑  Gowing（1964年），第168页
35. 1 2  Hewlett & Anderson（1962年），第277页
36. ↑  United States Department of State（1943年）
37. ↑  Jones（1985年），第296页
38. 1 2  Gowing（1964年），第234页
39. 1 2 3  Jones（1985年），第242–243页
40. ↑  Gowing（1964年），第173页
41. ↑  Hewlett & Anderson（1962年），第280页
42. 1 2  Jones（1985年），第245页
43. ↑  Gowing（1964年），第241页
44. ↑  Dahl（1999年），第178页
45. 1 2  Laurence（1980年）
46. ↑  Jones（1985年），第246–247页
47. ↑  Gowing（1964年），第271–275页
48. ↑  ZEEP —Canada’s First Nuclear Reactor & Canada Science and Technology Museum.
49. ↑  Gowing（1964年），第237页
50. ↑  Gowing（1964年），第242–244页
51. ↑  Gowing（1964年），第340–342页
52. ↑  United States Department of State（1944a年）
53. ↑  Gowing（1964年），第372页
54. ↑  Hewlett & Anderson（1962年），第372–373页
55. 1 2 3 4 5 6  Gowing（1964年），第250–256页
56. ↑  Gowing（1964年），第137页
57. ↑  Clark（1961年），第88–89页
58. 1 2  Gowing（1964年），第220–221页
59. ↑  National Academy of Engineering（1979年）
60. 1 2  Hewlett & Anderson（1962年），第134–137页
61. 1 2 3 4 5  Szasz（1992年），第148–151页
62. ↑  Cockburn & Ellyard（1981年），第111页
63. ↑  Gowing（1964年），第226–227页
64. 1 2  Cockburn & Ellyard（1981年），第113–115页
65. 1 2 3  Hewlett & Anderson（1962年），第282页
66. ↑  Gowing（1964年），第128页
67. 1 2 3 4 5  Gowing（1964年），第256–260页
68. 1 2  Binnie（2006年），第11–22页
69. ↑  Department of Foreign Affairs and Trade（4 Rivett to White年）
70. ↑  Gowing（1964年），第258页
71. ↑  Priestley（2013年），第53–54页
72. ↑  Priestley（2013年）
73. ↑  Cockburn & Ellyard（1981年），第117–118页
74. ↑  Hewlett & Anderson（1962年），第301页
75. ↑  Gissing（2007年）
76. ↑  Eric H. S. Burhop interviewed by Hazel de Berg for the Hazel de Berg collection & National Library of Australia.
77. ↑  Gowing（1964年），第260–261页
78. ↑  Szasz（1992年），第18–19页
79. ↑  Obituary: Lady Titterton, 1921–1995 & National Library of Australia.
80. 1 2 3  Hawkins，Truslow & Smith（1961年），第29页
81. ↑  Szasz（1992年），第20页
82. ↑  Szasz（1992年），第21页
83. ↑  Hoddeson等（1993年），第98–99页
84. ↑  Gowing（1964年），第248–249页
85. ↑  Hawkins，Truslow & Smith（1961年），第28页
86. ↑  Szasz（1992年），第23页
87. ↑  Szasz（1992年），第24页
88. ↑  Gowing（1964年），第265页
89. ↑  Gowing（1964年），第263页
90. ↑  Szasz（1992年），第150页
91. ↑  Szasz（1992年），第89页
92. ↑  Wellerstein（2012年）
93. ↑  Jones（1985年），第528页
94. ↑  Project Alberta & Atomic Heritage Foundation.
95. ↑  The Los Alamos Scientific Team: Project Alberta & The Manhattan Project Heritage Preservation Association.
96. ↑  Laurence（1945年）
97. ↑  Szasz（1992年），第64页
98. ↑  Fakley（1983年），第189页
99. ↑  Szasz（1992年），第46–49页
100. ↑  Hawkins，Truslow & Smith（1961年），第30页
101. ↑  Hilchey（1997年），第141页
102. ↑  Staff Biographies – J. Carson Mark & Los Alamos National Laboratory.
103. ↑  United States Department of State（1944年），第1026–1030页
104. ↑  Jones（1985年），第295–299页
105. ↑  Gowing（1964年），第297–303页
106. ↑  Jones（1985年），第300页
107. ↑  Hewlett & Anderson（1962年），第285–288页
108. ↑  Gowing（1964年），第307–315页
109. ↑  United States Department of State（1945年）
110. ↑  Helmreich（1986年），第57–58页
111. ↑  Forsburg & Lewis（1999年）
112. ↑  Gowing（1964年），第316–319页
113. ↑  Groves（1962年），第194页
114. ↑  Groves（1962年），第194–196页
115. ↑  Jones（1978年），第480页
116. ↑  Groves（1962年），第207页
117. ↑  Pash（1969年），第33–34页
118. ↑  Jones（1985年），第285页
119. ↑  Jones（1978年），第478页
120. ↑  Pash（1969年），第255–256页
121. ↑  Jones（1978年），第481–483页
122. ↑  Groves（1962年），第408页
123. ↑  Groves（1962年），第406–407页
124. 1 2  Paul（2000年），第72–73页
125. 1 2  Hewlett & Anderson（1962年），第457–458页
126. ↑  Nichols（1987年），第177页
127. ↑  Groves（1962年），第401–402页
128. ↑  Paul（2000年），第80–83页
129. 1 2  Paul（2000年），第88页
130. ↑  Gowing & Arnold（1974年），第126–130页
131. ↑  Gowing & Arnold（1974年），第102–104页
132. ↑  Jones（1985年），第576–578页
133. ↑  Gowing & Arnold（1974年），第106–108页
134. ↑  Farmelo（2013年），第322页
135. ↑  Farmelo（2013年），第326页
136. ↑  Calder（1953年），第303–306页
137. ↑  Gowing & Arnold（1974年），第245–254页
138. 1 2  Ken Young & Trust and Suspicion in Anglo-American Security Relations: the Curious Case of John Strachey.
139. ↑  Gowing & Arnold（1974年），第11–12页
140. ↑  Gowing & Arnold（1974年），第164–165页
141. ↑  Gott（1963年），第245–247页
142. ↑  Public Law 85-479 & US Government Printing Office.

## 扩展阅读
- (PDF). Nuclear Secrecy. 1942-12-14  [2020-11-08]. （原始内容存档 (PDF)于2019-11-13）.
- . National Archives and Records Administration.   [2020-11-08]. （原始内容存档于2021-02-12）.